# Anton (Vorname)
Anton ist ein männlicher Vorname, entstanden als Kurzform des lateinischen Namens Antonius.

## Herkunft und Bedeutung
Anton ist eine Kurzform des Namens Antonius, ursprünglich der Gentilname der römischen Familie der Antonier. Eine lateinische Weiterbildung hierzu ist außerdem Antoninus.
Die genaue Etymologie des lateinischen Namens ist unbekannt. Folgende Herleitungen sind möglich:
- etruskische Herkunft, unbekannte Bedeutung[4]
- griechische Herkunft, Zusammensetzung aus ἀντἰ anti und ὤνιος ōnios: „preiswürdig, unschätzbar, unverkäuflich“[4][5]
- lateinische Herkunft: antius: „Leiter“, „Häuptling“[4]

Gelegentlich wird vermutet, dass der Name auf Anteon, der in der griechischen Mythologie womöglich ein Sohn des Herakles ist, zurückgeht.

## Verbreitung

### International
Der Name Anton ist international weit verbreitet, gegenwärtig vor allem in Dänemark (Rang 20, Stand 2020), Finnland (Rang 27, Stand 2021) und Galicien (Rang 16, Stand 2019).
In Russland ist der Name zwar weit verbreitet, jedoch wird er in den letzten Jahren selten vergeben. In Kasachstan befand sich der Name von 1990 bis 1998 in den Top-50 der Vornamenscharts.
Der Name wird in England und Wales seit 1996 jährlich vergeben, bis zum Jahr 2010 lag er in den Top-500. Seitdem befindet er sich im Abwärtstrend. In Schottland taucht der Name seit 1974 fast jährlich in den Vornamenscharts auf, wobei er nicht sonderlich beliebt ist. In Nordirland befindet sich der Vorname jährlich in den Hitlisten. Die Vergabe findet aber in einem geringen Volumen statt. Der Name wird in Irland seit 1964 jedes Jahr bei der Namenswahl berücksichtigt, jedoch in einem geringen Umfang. Anton wurde in den USA seit 1880 jedes Jahr vergeben. Bis zu den 1920er Jahren lag er in den Top-300, danach ging seine Beliebtheit zurück. In Kanada befindet sich der Name seit 1980 alljährlich in den Hitlisten, er gilt als mäßig beliebt.
In Belgien lag der Name von 1996 bis 2001 in den Top-200 der Hitlisten. Der Name befindet sich in Frankreich seit der Jahrtausendwende in den Top-500. Der Name ist in den Niederlanden seit 1930 jährlich in den Vornamenscharts anzutreffen. Bis Anfang der 1960er Jahre lag er in den Top-100, danach ging seine Popularität stetig zurück. Von 1930 bis 2023 wurde der Name rund 10.100 Mal gewählt. Auch in Schweden sank die Popularität des Namens. Stand Anton dort im Jahre 2001 noch an der Spitze der Vornamen-Charts, belegte er im Jahr 2021 Rang 83. Der Name hat sich in Norwegen seit 2012 in den Top-100 der Hitlisten etabliert.
Der Name kommt in Spanien seit den 1980er Jahren dauerhaft in den Top-500 der Vornamenscharts vor. In Polen wird Anton seit 2000 regelmäßig vergeben, aber nicht sehr häufig. Der Name kommt in Slowenien seit 1992 hin und wieder in den Vornamenscharts vor. In Tschechien kommt Anton seit 1935 in der Namensgebung vor. Der Name lag bis Anfang der 1960er Jahre in den Top-100 und bis zur Jahrtausendwende in den Top-200.

### Deutscher Sprachraum
Anton zählte zwar in Deutschland nie zu den beliebtesten Vornamen, wurde jedoch zu Beginn des 20. Jahrhunderts häufig vergeben. Die Beliebtheit sank mit den Jahren. In den 1970er Jahren wurden kaum Jungen Anton genannt. Seitdem steigt seine Popularität, und mittlerweile zählt der Name zu den 20 beliebtesten Jungennamen. Im Jahr 2021 belegte Anton Rang 18 in den Hitlisten.
In Österreich kommt der Name seit 1984 jedes Jahr in der Namensgebung vor. Der Name lag bis zur Jahrtausendwende stets in den Top-100, danach stieg seine Popularität an. Seit 2015 liegt er in den Top-50. Im Jahr 2023 belegte er Rang 17. Von 1984 bis 2023 wurden etwa 5.500 Jungen so genannt. Der Name kommt in der Schweiz seit 1930 jedes Jahr in der Namensgebung vor. Besonders beliebt war Anton von 1930 bis Mitte der 1950er Jahre, in diesem Zeitraum lag er stets in den Top-30. Danach ging seine Beliebtheit zurück, sodass er Anfang der 1970er Jahre die Top-100 verließ. Von 1930 bis 2023 wurde er circa 11.600 Mal vergeben. Seine Vergabe ist auch in Liechtenstein nachgewiesen.

## Varianten
- Albanisch: Anton
- Belarussisch: Антон Anton
- Bulgarisch: Андон Andon, Антон Anton, Антоний Antonij
  - Diminutiv: Дончо Doncho, Тони Toni
- Deutsch: Antonius
  - Diminutiv: Toni
- Englisch: Anthony, Antony
  - Afroamerikanisch: Antoine, Antwan
  - Diminutiv: Tony
- Esperanto: Antono
  - Diminutiv: Anĉjo
- Estnisch:
  - Diminutiv: Tõnis, Tõnu
- Finnisch: Anttoni
  - Diminutiv: Toni
- Französisch: Antoine
- Griechisch: Αντώνιος Antōnios, Αντώνης Antōnis
- Hawaiianisch: Anakoni
  - Diminutiv: Akoni
- Italienisch: Antonio,
  - Diminutiv: Antonello, Antonino, Nello, Nino, Tonio
- Kroatisch: Antonijo, Antonio, Antun
  - Diminutiv: Ante, Anto, Tonći, Tonči, Toni
- Litauisch: Antanas
- Mazedonisch: Андон Andon, Антон Anton, Антониј Antonij
  - Diminutiv: Дончо Dončo
- Niederländisch: Antonie, Antonius, Antoon
  - Diminutiv: Teun, Teunis, Theun, Theunis, Ton, Toon
- Polnisch: Antoni
- Portugiesisch: António
  - Brasilianisch: Antônio
  - Galicisch: Antón
  - Diminutiv: Toni, Toninho
- Rumänisch: Antoniu
- Russisch: Антон Anton
- Serbisch: Антоније Antonije
  - Diminutiv: Анто Anto
- Slowenisch: 
  - Diminutiv: Tone
- Spanisch: Antonio
  - Diminutiv: Toni, Toño
- In Spanien außerdem:
  - Baskisch: Andoni, Antton
  - Katalanisch: Antoni
- Ungarisch: Antal
  - Diminutiv: Tóni

Für weibliche Varianten: Siehe Antonia #Varianten

## Namenstage
Als Namenstag kommen sowohl die zahlreichen Heiligen namens Antonius wie Antoninus in Betracht.

## Namensträger

### Einname (diverse Formen)
siehe:
- Heiliger Antonius
- Liste der Herrscher namens Anton

### Anton
- Anton Anton (* 1949), rumänischer Politiker und Ingenieur
- Anton Bruckner (1824–1896), österreichischer Komponist
- Anton Corbijn (* 1955), niederländischer Fotograf und Filmregisseur
- Anton Fliegerbauer (1940–1972), deutscher Polizist und Attentatsopfer
- Anton Führer (1854–1929), deutscher Lehrer und Autor
- Anton Domenico Gabbiani (1652–1726), italienischer Maler, Freskant und Kupferstecher
- Anton Geiß (1858–1944), erster badischer Staatspräsident (SPD)
- Anton Hart (1914–2004), deutscher Ingenieur und Unternehmer
- Anton Paul Heilmann (1850–1912), österreichischer Maler und Illustrator
- Anton Hofreiter (* 1970), deutscher Politiker (Bündnis 90/Die Grünen)
- Anton Karas (1906–1985), österreichischer Zitherspieler, Komponist und Gastwirt
- Anton Krautheimer (1879–1956), deutscher Bildhauer
- Anton Krenn (1874–1958), österreichischer Fotojournalist, Pionier der Fotoreportage
- Anton Krenn (1911–1993), österreichischer Fußballspieler, Medaillengewinner bei Olympia
- Anton Landes (1712–1764), deutscher Stuckateur
- Anton Lang (1820–1880), österreichischer Textilfabrikant, Politiker und Mäzen
- Anton Lang (1913–1996), russisch-US-amerikanischer Botaniker
- Anton Langer (1824–1879), österreichischer Schriftsteller, Journalist und Übersetzer
- Anton Lorch (1910–1984), deutscher Offizier, Brigadegeneral des Heeres
- Anton von Lüneburg (1673–1744), deutscher Jurist und Politiker, Bürgermeister von Lübeck
- Anton Clemens Lünenschloß (1678–1763), deutscher Kunstmaler und Stuckateur
- Anton Memminger (1846–1923), deutscher Verleger, Autor und Politiker
- Anton Morgenstern (* 1991), deutscher Pokerspieler
- Anton van Munster (1934–2009), niederländischer Kameramann
- Anton van Norden (1879–1955), deutscher Architekt und Stadtbaumeister
- Anton Overmann I. (1754–1819), deutscher Orgelbauer
- Anton Overmann II. (1787–1843), deutscher Orgelbauer
- Anton Gylfi Pálsson, isländischer Handballschiedsrichter
- Anton Powolny (1899–1961), österreichischer Fußballspieler
- Anton Roscher (1877–1946), tschechoslowakischer Politiker
- Anton Rubinstein (1829–1894), russischer Komponist, Pianist und Dirigent
- Anton Ruland (1809–1874), deutscher römisch-katholischer Priester, Bibliothekar und Politiker
- Anton Saefkow (1903–1944), deutscher Widerstandskämpfer gegen den Nationalsozialismus
- Anton Salg (1880 oder 1881–1940), deutscher Fußballspieler und -funktionär
- Anton Schlecker (* 1944), deutscher Unternehmer
- Anton Schlembach (1932–2020), deutscher katholischer Geistlicher, Bischof von Speyer
- Anton Schneeberger (1540–1581), Schweizer Mediziner und Botaniker
- Anton von Scholz (1829–1908), deutscher Theologe
- Anton Sprick (* 1994), deutscher Hörspiel- und Synchronsprecher
- Anton Eric Scotoni (1916–2011), Schweizer Unternehmer
- Anton Skulberg (1921–2012), norwegischer Politiker und Hochschullehrer
- Anton Stadler (1753–1812), österreichischer Klarinettist
- Anton von Stadler (1850–1917), österreichisch-deutscher Maler
- Anton Stadler (1920–2016), Schweizer Politiker
- Anton Steer (1935–2024), deutscher Generalmajor
- Anton Stingl (1908–2000), deutscher Gitarrist, Gitarrenpädagoge und Komponist
- Anton Tschechow (1860–1904), russischer Schriftsteller
- Anton Wigg (* 1987), schwedischer Pokerspieler
- Anton Viktor Wyrobisch (* 1948), deutsch-polnischer Theologe
- Anton Yelchin (1989–2016), US-amerikanischer Filmschauspieler
- Anton Zaslavski (* 1989), deutscher Musikproduzent und DJ, bekannt als Zedd

### Antonio

#### Mononym
- Antonio I. Acciaiuoli († 1435), Herzog von Athen
- Antonio Biaggi (* 1978), puerto-ricanischer Pornodarsteller
- Antonio da Brescia, italienischer Medailleur
- Antonio da Cremona, italienischer Holzschneider
- Antonio da Negroponte, italienischer Maler und Geistlicher
- Antonio de Nebrija (1441/44–1522), spanischer Humanist und Philologe

#### Vorname

##### A
- Antonio Ambrogio Alciati (1878–1929), italienischer Maler
- António Victorino de Almeida (* 1940), portugiesischer Dirigent, Pianist, Komponist, Schriftsteller
- Antonio Angelillo (1937–2018), argentinisch-italienischer Fußballspieler und -trainer

##### B
- Antonio Balzano (* 1986), italienischer Fußballspieler
- Antonio Banderas (* 1960), spanischer Schauspieler
- Antonio Bellucci (1654–1726), italienischer Maler
- Antonio Beltrami (1724–1784), italienischer Maler
- Antonio Benarrivo (* 1968), italienischer Fußballspieler
- Antonio Benvenuto (* 1978), italienischer Poolbillardspieler
- Antonio Bernacchi (1685–1756), italienischer Sänger (Alt-Kastrat) und Gesangslehrer
- Antonio Bertali (1605–1669), italienischer Komponist und Violinist
- Antonio Bocchetti (* 1980), italienischer Fußballspieler
- Antonio Boroni (1738–1792), italienischer Komponist und Kapellmeister
- Antonio Borosini (≈1660 – n. 1711), italienischer Sänger (Tenor)
- António Botto (1897–1959), portugiesischer Schriftsteller
- Antonio Buzzolla (1815–1871), italienischer Komponist und Kapellmeister

##### C
- Antonio Cabrini (* 1957), italienischer Fußballspieler und -trainer
- Antonio Caldara (1670–1736), italienischer Komponist
- António Pereira de Sousa Caldas (1762–1814), portugiesischer Autor und Dichter
- Antônio Callado (1917–1997), brasilianischer Schriftsteller und Journalist
- Antonio Campi (≈1523–1587), italienischer Maler
- Antonio Caprioli (um 1470–nach 1514), italienischer Komponist
- Antonio Cassano (* 1982), italienischer Fußballspieler
- Antonio Candreva (* 1987), italienischer Fußballspieler
- Antonio Canova (1757–1822), italienischer Bildhauer
- Antonio Carannante (* 1965), italienischer Fußballspieler
- António Carreira (≈ 1525–1592), portugiesischer Komponist, Organist und Cembalist
- Antonio del Castillo y Saavedra (1616–1668), spanischer Maler, Bildhauer und Dichter
- Antonio Cesti (1623–1669), italienischer Komponist
- António Chainho (* 1938), portugiesischer Gitarrist und Komponist
- António Ribeiro Chiado (≈1520–1591), portugiesischer Dichter und Dramatiker
- Antonio Chimenti (* 1970), italienischer Fußballspieler
- Antonio Ciacca (* 1969), italo-amerikanischer Jazzmusiker
- Antonio Cifra (1584–1629), italienischer Komponist und Kapellmeister
- Antonio Circignani (gen. Pomarancio) (≈ 1567–1630), italienischer Maler
- Antonio Ciseri (1821–1891), italienischer Maler
- Antonio Conte (* 1969), italienischer Fußballspieler und -trainer
- Antonio Conte (1867–1953), italienischer Fechter
- Antonio da Correggio (1489–1534), italienischer Maler
- Antonio Cortés (1827–1908), spanischer Maler
- Antonio Croci (≈1610 – n. 1642), italienischer Komponist
- António Dinis da Cruz e Silva (1731–1799), portugiesischer Schriftsteller

##### D
- Antonio Damato (* 1972), italienischer Fußballschiedsrichter
- Antonino De Luca (1805–1883), italienischer Kardinal
- Antonio De Luca (* 1956), italienischer Bischof
- Antonio Di Gaudio (* 1989), italienischer Fußballspieler
- Antonio Di Gennaro (* 1958), italienischer Fußballspieler und -trainer
- Antonio Di Natale (* 1977), italienischer Fußballspieler
- Antonio Di Salvo (* 1979), italienischer Fußballspieler
- Antônio Gonçalves Dias (1823–1864), brasilianischer Dichter
- Antonio Doni (1513–1574), italienischer Schriftsteller
- Antonio Draghi (1634–1700), italienischer Komponist

##### F
- Antonio Fagnano (1882/83–1918), italienischer Automobilrennfahrer
- Antonio Filippini (* 1973), italienischer Fußballspieler
- Antonio Floro Flores (* 1983), italienischer Fußballspieler
- Antonio Fontanesi (1818–1882), italienischer Maler
- António Fragoso (1897–1918), portugiesischer Pianist und Komponist

##### G
- Antonio Domenico Gabbiani (1652–1726), italienischer Maler, siehe Anton Domenico Gabbiani
- Antonio Gabica (* 1972), philippinischer Poolbillardspieler
- Antonio Galli da Bibiena (1697/98–1774), italienischer Architekt und Szenograph
- Antonio Giannettini (1648–1721), italienischer Komponist
- Antonio Gomar y Gomar (1853–1911), spanischer Maler
- Antonio Greco (1923–?), bolivianischer Fußballspieler
- Antonio Guadagnoli (1798–1858), italienischer Lyriker
- Antonio Gualtieri (≈1580–1649/50), italienischer Komponist
- António Guterres (* 1949), Politiker, 9.  UN-Generalsekretär

##### H
- Antonio Herrezuelo (≈1513–1559), spanischer evangelischer Märtyrer

##### J
- Antonio Juliano (1942–2023), italienischer Fußballspieler

##### K
- Anton Knoll (* 2004), österreichischer Wasserspringer

##### L
- Antonio Langella (* 1977), italienischer Fußballspieler
- Antonio Lining (* 1963), philippinischer Poolbillardspieler
- Antonio Lotti (1667–1740), italienischer Komponist

##### M
- António de Macedo (1931–2017), portugiesischer Regisseur und Autor
- Antonio Machado (1875–1939), spanischer Lyriker
- Antonio Marini (1788–1861), italienischer Maler und Restaurator
- Antonio Maria Mazzoni (1717–1785), italienischer Komponist
- Antonio Meneses (1957–2024), brasilianischer Cellist
- Anton Menger von Wolfensgrün (1841–1906), österreichischer Jurist und Hochschullehrer
- Antonio Mirante (* 1983), italienischer Fußballspieler
- Antonio Molinari (1655–1704), italienischer Maler

##### N
- Antonio Negri (1933–2023), italienischer politischer Philosoph
- António Nobre (1867–1900), portugiesischer Lyriker
- Antonio Nocerino (* 1985), italienischer Fußballspieler

##### O
- Antonio Orefice (≈ 1685–1727), italienischer Jurist und Komponist

##### P
- Antonio Palocci (* 1983), brasilianischer Politiker
- Antonio Palomino (1653–1726), spanischer Kunstschriftsteller und Maler
- Antonio Pangallo (* 1990), deutsch-italienischer Fußballspieler
- Antonio Paradiso (* 1965), italienischer Schauspieler
- Antonio Paradiso (* 1965), Schweizer Fußballspieler
- Antonio Pasculli (≈ 1842–1924), italienischer Oboist und Komponist
- Antonio Patard (≈1550 – n. 1605), italienischer Trompeter und Komponist
- Antonio de Pereda (1611–1678), spanischer Maler
- Antonio Francesco Peruzzini (1643/46–1724), italienischer Landschaftsmaler
- Antonio Piccolo (* 1988), italienischer Fußballspieler
- António Pinho Vargas (* 1951), portugiesischer Pianist und Komponist
- Antonio Pisanello (1395–um 1455), italienischer Maler
- Antonio Pollarolo (1676–1746), italienischer Organist und Komponist
- Antonio Ponce (1608–1677), spanischer Maler

##### R
- António Ramos Rosa (1924–2013), portugiesischer Lyriker und Übersetzer
- Anton Ritthaler (1904–1982), deutscher Historiker und Publizist
- Antonio Rolla (1798–1837), italienischer Violinvirtuose und Komponist
- Anton Rom (1909–1994), deutscher Ruderer, Olympiasieger
- Antonio Rosati (* 1983), italienischer Fußballspieler
- Antonio Rozzi (* 1994), italienischer Fußballspieler
- Antonio Rüdiger (* 1993), deutscher Fußballspieler
- Antonio Ruffo (≈1610–1678), italienischer Adliger, Geschäftsmann und Kunstmäzen

##### S
- Antonio Sacchini (1730–1786), italienischer Komponist
- Antonio Salieri (1750–1825), italienischer Komponist
- António Sardinha (1887–1925), portugiesischer Schriftsteller und Politiker
- Antonio Sartorio (≈1630–1681), italienischer Komponist
- António Setas (* 1942), angolanischer Schriftsteller und Journalist
- Antonio Scandello (1517–1580), italienischer Kapellmeister und Komponist
- António José da Silva (1705–1739), portugiesisch-brasilianischer Komödiendichter
- Antonio Ruiz Soler (1921–1996), spanischer Tänzer und Choreograf, Teil des Tanzpaars Rosario y Antonio
- Antonio Squarcialupi (≈1416–1480), italienischer Organist und Komponist
- Antonio Stoppani (1824–1891), italienischer Geologe

##### T
- Antonio Tabucchi (1943–2012), italienischer Schriftsteller
- António Teixeira (1707–1776), portugiesischer Komponist
- António Teixeira de Sousa (1857–1917), portugiesischer Politiker
- António da Cunha Telles (1935–2022), portugiesischer Filmregisseur und -produzent
- Antonio Tempesta (≈1555–1630), italienischer Maler und Radierer
- Antonio Terenghi (1921–2014), italienischer Comiczeichner
- Antonio Tozzi (≈1730 – n. 1812), italienischer Komponist

##### V
- Antonio Valente (≈ 1520–1600), italienischer Organist und Komponist
- António Valente da Fonseca (1884–1972), portugiesischer Geistlicher, Bischof von Vila Real
- António Lopes dos Santos Valente (1839–1896), portugiesischer Sprachwissenschaftler und Lexikograf
- António Sebastião Valente (1846–1908), portugiesischer Geistlicher, Erzbischof von Goa
- Antonio Vandini (≈1690–1778), italienischer Cellist und Komponist
- Antonio Veneziano (fl. 1369/88), italienischer Maler
- Antonio Veneziano (1543–1593), italienischer Dichter
- Antonio Veracini (1659–1733), italienischer Violinist und Komponist
- Antonio Verrio (1636/39–1707), italienischer Maler
- Antonio Vivaldi (1678–1741), venezianischer Komponist und Violinist
- Antonio Vivarini (Antonio da Murano; v. 1440 – n. 1480), italienischer Maler
- Antonio Viviani, gen. Il Sordo di Urbino (1560–1620), italienischer Maler und Freskant
- Antonio Vojak (1904–1975), italienischer Fußballspieler und -trainer

##### W
- Antonio Wannek (* 1979), deutscher Schauspieler

##### Z
- Antonio Maria Zaccaria (1502–1539), Begründer des Barnabitenordens
- Antonio Zanchi (1631–1722), italienischer Maler
- Antonio Zucchi (1726–1795), italienischer Maler

### Antonius
- Antonius II. von Mainersberg (1674–1751), salzburgischer Geistlicher und Abt zu Admont
- Antonius Adamske, (* 1992), deutscher Dirigent, Organist und Musikwissenschaftler
- Antonius Architecctus, römischer Architekt, der im 2. Viertel des 1. Jahrhunderts in Dakien tätig war
- Antonius Bregno (* um 1591; † nach 1640), Hofsteinmetzmeister und Bildhauer des Barock
- Antonius Maria Claret (1807–1870 in Fontfroide, Frankreich), heiliggesprochener spanischer Bischof und Ordensgründer
- Antonius Divitis (* zwischen 1470 und 1475; † um 1526), franko-flämischer Komponist, Sänger und Kleriker
- Antonius Eisenhoit (1553/1554–1603), deutscher Goldschmied, Silberschmied, Kupferstecher und Zeichner
- Antonius Gosswin (* um 1546; † 1597 oder 1598), franko-flämischer Komponist, Sänger, Organist und Kapellmeister
- Antonius Jacobus Henckel (1668–1728), deutscher Theologe
- Antonius John (1922–2016), deutscher Wirtschaftsjournalist, Publizist und Politikwissenschaftler
- Antonius Liber (* vor 1470; † um 1507), deutscher Humanist des 15. Jahrhunderts
- Antonius Mors († 1560/62), niederländischer Orgelbauer
- Antonius Niger (1500–1555), deutscher Humanist, Naturwissenschaftler und Mediziner
- Antonius Pery (1644–1683), Schweizer Steinmetzmeister und Bildhauer des Barock
- Antonius Raab (1897–1985), deutscher Pilot, Flugzeugbauer und Unternehmer
- Antonius Salamanca-Hoyos († 1551), Bischof von Gurk
- Antonius Tencalla (* um 1560; † 1628), Hofsteinmetzmeister und Bildhauer der Renaissance
- Antonius Walaeus (1573–1639), niederländischer Calvinist, reformierter Theologe und Professor an der Universität Leiden

### Antoine
- Antoine Abel (1934–2004), seychellischer Schriftsteller und Poet
- Antoine Béchamp (1816–1908), französischer Chemiker, Mediziner und Pharmazeut
- Antoine Brison (* 1992), deutscher Schauspieler
- Antoine Conte (* 1994), französischer Fußballspieler
- Antoine Desgodetz (1653–1728), französischer Architekt
- Antoine Elwart (1808–1877), französischer Komponist, Musikpädagoge und -wissenschaftler
- Antoine Fagot (* 1956), belgischer Fußballspieler
- Antoine Fuqua (* 1965), US-amerikanischer Regisseur von Spielfilmen, Musikvideos und Werbespots
- Antoine Griezmann (* 1991), französischer Fußballspieler
- Antoine Hervé (* 1959), französischer Komponist und Pianist
- Antoine Jacques (1782–1866), französischer Pflanzen- und Rosenzüchter, Botaniker und Taxonom
- Antoine Jay (1770–1854), französischer Schriftsteller, Jurist und Publizist
- Antoine Jordan (* 1983), US-amerikanischer Basketballspieler
- Antoine Laurent de Lavoisier (1743–1794), französischer Chemiker und Naturwissenschaftler, Rechtsanwalt und Ökonom
- Antoine Lefèvre (* 1966), französischer Politiker
- Antoine Levet, genannt Levet père (1818–1891), französischer Rosenzüchter
- Antoine Monnoyer (1677–1747), französischer Stilllebenmaler
- Antoine Monot (* 1975), deutscher Schauspieler und Filmproduzent
- Antoine Oomen (* 1945), niederländischer Pianist, Komponist und Dirigent
- Antoine Petit (1722–1794), französischer Arzt und Anatom
- Antoine Richard (* 1960), französischer Leichtathlet
- Antoine de Saint-Exupéry (1900–1944), französischer Schriftsteller und Pilot
- Antoine Saout (* 1984), französischer Pokerspieler
- Antoine Schumann (1905–1956), französischer Automobilrennfahrer
- Antoine Tudal (1931–2010), französischer Drehbuchautor und Schauspieler
- Antoine de Vergy (1375–1439), Graf von Dammartin, Berater und Kammerherr des Königs sowie Marschall von Frankreich
- Antoine Watteau (1684–1721), Maler des französischen Rokoko

### Zweitname (diverse Fomen)
- José António dos Santos Silva, genannt Zé António (* 1977), portugiesischer Fußballspieler

### Pseudonyme, Künstlernamen (diverse Formen)
- Anton aus Tirol, bekannter als DJ Ötzi, geb. Gerhard Friedle (* 1971), österreichischer Musiker
- DJ Antoine, eigentlich Antoine Konrad (* 1975), Schweizer Musiker
- Tonio Schachinger (* 1992), österreichischer Schriftsteller

### Fiktive Personen
- eines der Mainzelmännchen, Zeichentrickfigur des ZDF-Werbefernsehens
- bei Erich Kästner der Held des Kinderbuches Pünktchen und Anton
- die Hauptperson der Wächter-Romane von Sergei Lukjanenko

## Sonstige Benennungen
- Anton wird für den Buchstaben A in der deutschen Buchstabiertafel verwendet.